# Lund
Lund és una de les ciutats més antigues de Suècia, fundada vers el segle x. És la ciutat principal de la comarca homònima, situada a la província meridional d'Escània (en suec Skåne), a la dinàmica Regió de l'Oresund.

## El municipi-comarca de Lund
El municipi-comarca de Lund (en suec Lunds kommun) està conformat pels antics districtes administratius de Lund, Dalby, Genarp, Södra Sandby i Veberöd. El municipi, en la seva confirmació actual, va ser creat el 1973. La població era llavors de més de 100.000 habitants.
Té una superfície de 443 km², i inclou almenys 13 reserves naturals, un parc nacional i una gran àrea de protecció ambiental. Les grans àrees del Dalby Söderskog («Bosc del Sud»), la reserva Fågelsångsdal («Vall del Cant de les Aus»), i les Prästaskogen, Gryteskog i Trollskogen hi són totes incloses. A la reserva natural Kungsmarken s'han trobat restes arqueològiques que daten de la segona Edat del ferro.
La catedral de Dalby, construïda al voltant de 1060 per a un bisbe, és la més antiga església de pedra preservada a Escandinàvia.

## La ciutat de Lund
La ciutat de Lund, amb més de mil anys d'història, és un important centre industrial, científic i educatiu, gràcies a la Universitat De Lund i al parc científic Ideon. És anomenada «La Ciutat de les Idees» i s'hi va rodar una de les escenes de Maduixes silvestres d'Ingmar Bergman.

### Aspectes físics i demogràfics
Lund està ubicada a 20 km al nord-est de Malmö, a la província d'Escània al sud del país, i a 40 minuts amb tren de la capital danesa, Copenhaguen.
S'estén sobre una àrea de 32 km²; i allotja una població que supera els 70.000 habitants. De clima costaner, es troba entre els 10 i els 80 m.s.n.m.. La precipitació mensual mitjana és de 55 mm La precipitació anual mitjana és d'aproximadament 655 mm

### Història fins alseglexvii
A finals del segle x Lund ja era un assentament permanent les activitats del qual giraven al voltant d'un arquebisbat i la Seca Reial Danesa. Va ser probablement el rei viking danès, Svend Tveskægg, qui va fundar Lund aproximadament l'any 990.
Posteriorment Canut el Gran (Knud den Store), sobirà dels regnes units d'Anglaterra i Dinamarca, va destacar els avantatges de Lund per la seva posició geogràfica. El segle xi Lund ja era el centre religiós, polític, cultural, educatiu i comercial de tot Escandinàvia.
El 1104 es va establir l'arquebisbat d'Escandinàvia. La catedral del bisbe, que havia estat construïda el 1085, va ser substituïda per una nova. La Catedral de Lund, que llavors es va convertir en el centre de la cristiandat als països nòrdics, en els nostres dies encara domina el centre de la ciutat.
El 1658 les províncies d'Escània, Blekinge i Halland van ser conquerits (Tractat de Roskilde) pels suecs i vuit anys més tard, el 1666 va ser fundada la Universitat de Lund. En aquells moments, la població de Lund havia decrescut de 4.000 a 2.000 habitants. El 1679 s'hi va signar la Pau de Lund, un tractat que va posar fi a la Guerra d'Escània entre Suècia i Dinamarca.

### La Universitat de Lund

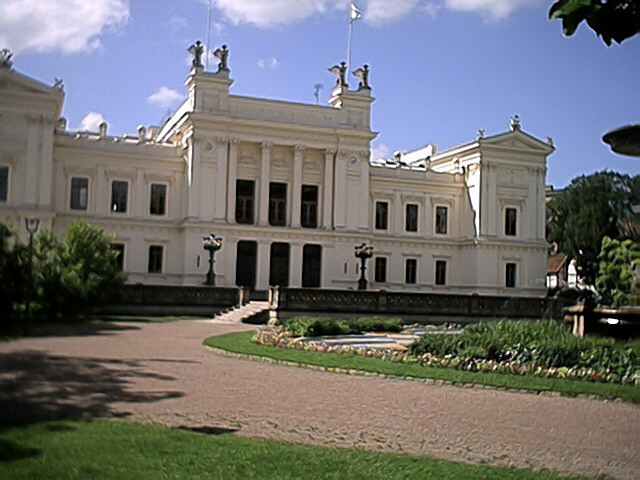
Universitetsbyggnaden - Edifici Principal de la Universitat (1882)

En suec Lunds Universitet. Fundada el 1666 amb l'objectiu de consolidar el poder i la influència de la corona sueca sobre els territoris acabats de conquerir. Va ser inaugurada el 1668. Va ser la tercera universitat sueca fundada el segle xvii.
L'Institut Tecnològic de Lund (en suec Lunds Tekniska Högskola, LTH) establert el 1965, va ser incorporat a la Universitat el 1969.
La Universitat de Lund és el major establiment d'educació superior i investigació a Escandinàvia. Amb més de 34.000 estudiants (3.200 dels quals són de postgrau) i 6.000 empleats (la meitat professors i investigadors), i el resultant ambienti multicultural i juvenil, la Universitat domina molts aspectes de la vida social, cultural i econòmica de la ciutat.

### Ideon
El primer i major parc científic creat a Suècia, Ideon, va ser fundat el 1983 amb l'objectiu de promoure el desenvolupament d'empreses d'alta tecnologia a Suècia, establint i aprofitant estrets llaços de cooperació amb la Universitat, particularment amb les facultats d'Enginyeria, Economia i Administració.

## Ciutats agermanades
Hi ha quatre ciutats escandinaves agermanades amb Lund: Borgå a Finlàndia, Dalvik a Islàndia, Hamar a Noruega i Viborg a Dinamarca. Altres ciutats germanes són Nevers a França, Greifswald a Alemanya, León a Nicaragua i Zabrze a Polònia.

## Personatges cèlebres
- Otto Lindblad (1809-1864), compositor musical
- Anders Wiman (1865-1959), matemàtic
- Elin Wägner (1882-1949), escriptora, periodista i feminista
- Kai Siegbahn (1918-2007) físic, Premi Nobel de Física de l'any 1981
- Max von Sydow (n. 1929-2020), actor
- Måns Zelmerlöw (n. 1986), cantant
- Sigurd Lewerentz, arquitecte, qui hi va viure i hi va morir el 1975.